# Lepithrix
Lepithrix är ett släkte av skalbaggar. Lepithrix ingår i familjen Melolonthidae.

## Dottertaxa tillLepithrix, i alfabetisk ordning[1]
- Lepithrix abbreviata
- Lepithrix albomaculata
- Lepithrix baehri
- Lepithrix castaneus
- Lepithrix cederbergensis
- Lepithrix colvillei
- Lepithrix dichropus
- Lepithrix forsteri
- Lepithrix freudei
- Lepithrix fulvipes
- Lepithrix fusca
- Lepithrix gentilis
- Lepithrix gifbergensis
- Lepithrix hilaris
- Lepithrix knersvlaktensis
- Lepithrix kochi
- Lepithrix kulzeri
- Lepithrix lebisi
- Lepithrix lineata
- Lepithrix longitarsis
- Lepithrix luteolineata
- Lepithrix luteomarginata
- Lepithrix namaqua
- Lepithrix nigrosetosus
- Lepithrix nikolaji
- Lepithrix ornatella
- Lepithrix paraknersvlaktensis
- Lepithrix pickeri
- Lepithrix pilosa
- Lepithrix propygidialis
- Lepithrix pseudogentilis
- Lepithrix robertsoni
- Lepithrix sarrisamensis
- Lepithrix steineri
- Lepithrix stigma
- Lepithrix strigatus
- Lepithrix vredendalensis
- Lepithrix xanthoptera